# Mea culpa
Mea culpa (lateinisch „durch meine Schuld“) sind Worte aus dem Schuldbekenntnis Confiteor, das seit dem 11. Jahrhundert bekannt ist und in der katholischen Kirche zu Beginn der heiligen Messe und der Komplet, des kirchlichen Nachtgebets, gesprochen wird.
Der Text lautet seit 1970: 

„Confiteor […] quia peccavi nimis cogitatione, verbo, opere et omissione:
mea culpa, mea culpa, mea maxima culpa […]“

„Ich bekenne […] dass ich Gutes unterlassen und Böses getan habe; ich habe gesündigt in Gedanken, Worten und Werken: 
durch meine Schuld, durch meine Schuld, durch meine große Schuld […]“

Dabei schlagen sich die Gläubigen an die Brust.
Das Bekenntnis, Gutes unterlassen zu haben (peccavi omissione, Unterlassungssünde entsprechend Jak 4,17 ; siehe auch Unterlassungsdelikt), wurde im Zuge der Liturgiereform des Zweiten Vatikanischen Konzils neu in den Text eingefügt.  
Der Ausdruck Mea culpa ist, oft ironisierend, als Entschuldigungsformel in die Umgangssprache eingegangen. Gelegentlich wird der Ausdruck allgemein für eine weitreichende oder bedeutungsvolle Vergebungsbitte verwendet.